# Currie Cup First Division 2009
La Currie Cup First Division de 2009 fue la décima edición de la segunda división del rugby provincial de Sudáfrica.
El campeón fue el equipo de Pumas quienes obtuvieron su segundo campeonato.

## Sistema de disputa
El torneo se disputó en formato liga donde cada equipo se enfrentó a los equipos restantes, luego los mejores cuatro clasificados disputaron semifinales y final.
Los dos mejores equipos obtienen el derecho de disputar el repechaje frente a los últimos clasificado de la Premier Division.

## Clasificación
| Pos. | Equipo           | Encuentros | Encuentros | Encuentros | Encuentros | Tantos | Tantos | Tantos | Puntos Bonus | Puntos |
| Pos. | Equipo           | PJ         | PG         | PE         | PP         | F      | C      | Dif    | PB           | Puntos |
| ---- | ---------------- | ---------- | ---------- | ---------- | ---------- | ------ | ------ | ------ | ------------ | ------ |
| 1.º  | Pumas            | 10         | 9          | 0          | 1          | 478    | 215    | +263   | 8            | 44     |
| 2.º  | SWD Eagles       | 10         | 7          | 0          | 3          | 259    | 193    | +66    | 3            | 31     |
| 3.º  | Griffons         | 10         | 6          | 1          | 3          | 285    | 271    | +14    | 5            | 31     |
| 4.º  | Mighty Elephants | 10         | 5          | 0          | 5          | 264    | 232    | +32    | 6            | 26     |
| 5.º  | Border Bulldogs  | 10         | 2          | 1          | 7          | 256    | 302    | -46    | 7            | 17     |
| 6.º  | Valke            | 10         | 0          | 0          | 10         | 211    | 540    | -329   | 3            | 3      |

|  | Semifinalistas. |

### Semifinales
| 9 de octubre | Pumas | 31 - 18 | Mighty Elephants |  |  |

| 9 de octubre | SWD Eagles | 43 - 30 | Griffons |  |  |

### Final
| 16 de octubre | Pumas | 47 - 19 | Griffons | Puma Stadium, Witbank |  |

| Bandera de Sudáfrica |
| Campeón Pumas        |
| Segundo título       |